# Sergei Mošnikov
Sergei Mošnikov (ur. 7 stycznia 1988 w Parnawie) – estoński piłkarz występujący na pozycji pomocnika.

## Kariera klubowa
Karierę piłkarską Mošnikov rozpoczął w Pärnu JK. W 2005 roku przeniósł się do pobliskiego Pärnu Vaprus. W barwach tego klubu rozegrał 7 meczów. Tego samego roku przeszedł do holenderskiego Sc Heerenveen, gdzie cały sezon 2005/06 spędził w drużynie juniorów. W 2006 roku zawodnik wrócił do Estonii, podpisując kontrakt z Florą Tallinn. Z klubem ze stolicy zdobył dwukrotnie mistrzostwo kraju i Superpuchar Estonii oraz trzykrotnie krajowy puchar. W ciągu pięciu lat gry w zespole, Mošnikov wystąpił w 157 spotkaniach i strzelił 31 bramek. 21 grudnia 2011 roku Estończyk został piłkarzem Pogoni Szczecin, z którą wywalczył awans do Ekstraklasy. Na początku 2013 roku związał się umową z Górnikiem Zabrze, jednak tuż przed końcem roku Estończyk odszedł z klubu. Następnie grał w takich klubach jak: Kajsar Kyzyłorda, Flora Tallinn, Tobył Kostanaj, Tallinna FC Infonet, FK Mińsk, Palloseura Kemi Kings i Górnik Łęczna. W 2018 trafił do kazachskiego klubu Szachtior Karaganda.

## Kariera reprezentacyjna
W reprezentacji Estonii zadebiutował 20 czerwca 2010 roku przeciwko Łotwie. Ogólnie, Mošnikov rozegrał dla Estonii dwanaście meczów (stan na 26 stycznia 2013). Występował także w juniorskich reprezentacjach kraju U-17, U-19 i U-21.

## Sukcesy

### Flora Tallinn
- Mistrzostwo Estonii: 2010, 2011
- Puchar Estonii: 2007/08, 2008/09, 2010/11
- Superpuchar Estonii: 2009, 2011